# 集美街道
集美街道是中国福建省厦门市集美区下辖的一个街道办事处。

## 行政区划

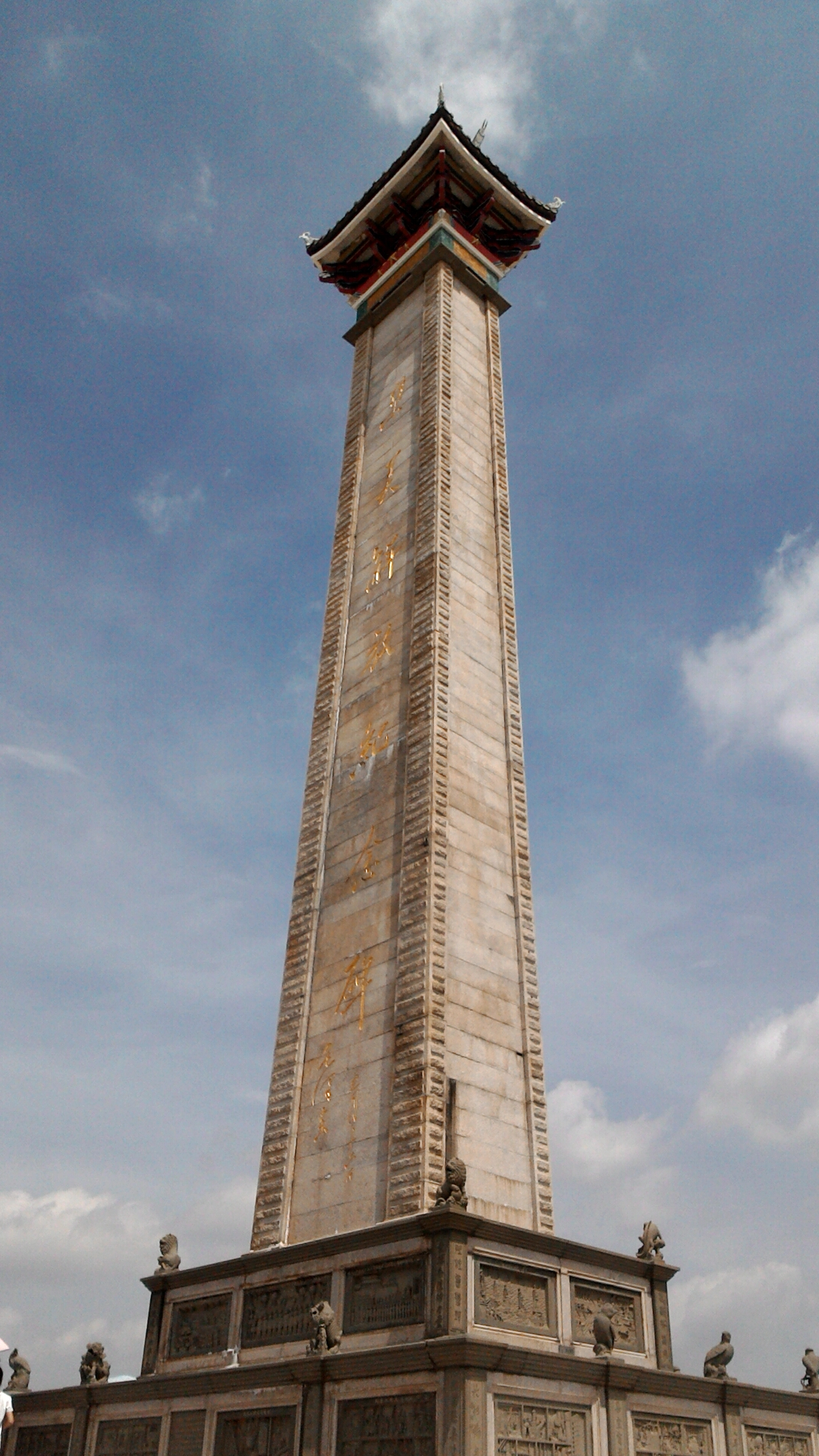
中華人民共和國中央人民政府主席、中央人民政府人民革命軍事委員會主席、中國人民政治協商會議全國委員會主席毛澤東題寫的集美解放紀念碑。

集美街道共辖5个社区，分别是：
岑东社区、岑西社区、浔江社区、盛光社区和银亭社区。